# Institut polytechnique de l'Ouest
Pour les articles homonymes, voir IPO.
L'Institut polytechnique de l'ouest (IPO) a été, à partir de 1919 à Nantes (France), une école régionale d'ingénieurs devenue en 1947 l'École nationale supérieure de mécanique de Nantes puis l'École centrale de Nantes en 1991.

## Historique
L'Institut polytechnique de l'Ouest (IPO) a été créé à Nantes en 1919 par la volonté conjointe de la municipalité de Nantes, des industriels de la région regroupés dans le Comité régional de l'ANEE et d'Aimé Poirson professeur à l'École nationale professionnelle (ENP) de Nantes et ingénieur diplômé de l'École supérieure des constructions mécaniques et aéronautiques créée en 1909 à Paris.
L'IPO va former des ingénieurs dans les quatre spécialisations suivantes : constructions navales, électricité-chimie-travaux publics, mécanique générale et moteurs thermiques.
En 1922, l'IPO est rattaché à l'Université de Rennes puis, en 1927, il devient un institut de la Faculté des sciences de Rennes avec la possibilité de former des ingénieurs-docteurs.
Après avoir été dirigé de 1919 à 1934 par Aimé Poirson, l'IPO est dirigé de 1934 à 1944 par Paul Le Rolland qui y exerçait comme professeur depuis 1927.
En 1947, l'IPO devient une École nationale supérieure d'ingénieurs (ENSI) et prend le nom d'École nationale supérieure de mécanique de Nantes.
EN 1991, elle devient l'École centrale de Nantes.

## Personnalités liées

### Directeurs
- 1919-1934 : Aimé Poirson
- 1934-1944 : Paul Le Rolland

### Anciens élèves
- Édouard Moisan